# 8732 Champion
8732 Champion è un asteroide della fascia principale. Scoperto nel 1996, presenta un'orbita caratterizzata da un semiasse maggiore pari a 2,2898598 UA e da un'eccentricità di 0,0937479, inclinata di 4,67182° rispetto all'eclittica.